# Повітрянодесантні операції британців у Північній Африці
Повітрянодесантні операції британців у Північній Африці (англ. British airborne operations in North Africa) — серія тактичних повітрянодесантних операцій 1-ї британської парашутної бригади в ході Туніської кампанії на півночі Африки за років Другої світової війни.
На етапі планування вторгнення англо-американських військ за планом операції «Смолоскип» у Французьку Північну Африку було ухвалено рішення про застосування частин повітрянодесантних військ в інтересах дій сухопутних компонентів. Від британської армії було вирішено залучити до висадки тактичного десанту підрозділи 1-ї парашутної бригади 1-ї повітрянодесантної дивізії, а від американських десантників виділявся 2-й батальйон, 509-го парашутного полку. Після прискореного курсу підготовки та набуття оперативної спроможності до дій, 1-шу бригаду у листопаді 1942 року перекинули повітрям до Північної Африки.
12 листопада 1942 року відбулася перша висадка повітряного десанту, коли був висаджений десант поблизу алжирського Боне, 13 листопада висадилися наступні десанти поблизу Сук-ель-Арбаа та Беджа, а 29 листопада була проведена висадка в Понт-дю-Фас, для захоплення аеродромів. Кожного разу британські десантники після десантування діяли як піхота й билися до того часу, поки до них не проривалися механізовані підрозділи наземних військ. Водночас, після висадки 1-ї парашутної бригади поблизу Понт Дю Фас, 1-ша британська армія не змогла пробитися до району ді дій повітряного десанту, отже 2-й парашутний батальйон підполковника Джона Фроста був змушений відступати понад сімдесяти кілометрів у напрямку найближчих підрозділів союзників; під час відступу його атакували кілька разів, і хоча він врешті-решт пробився до своїх, його батальйон зазнав понад 250 жертв.
Протягом наступних чотирьох місяців 1-ша парашутна бригада застосовувалася переважно як регулярна піхота, перебуваючи в підпорядкуванні декількох формувань і просуваючись із сухопутними військами союзників; вона декілька разів зазнавала важких втрат, але також захопили велику кількість полонених італійців та німців. У середині 1943 року бригада була переведена з фронту та повернулася до основних сил 1-ї повітрянодесантної дивізії для підготовки до операції «Хаскі», вторгнення союзників на Сицилію.

## Передумови
У середині вересня 1942 року британська 1-ша повітрянодесантна дивізія завершувала процес підготовки до повної оперативної готовності до застосування, її командир майор-генерал Фредерік Браунінг був проінформований, що розробляється план операції «Смолоскип» з вторгнення союзників у Північну Африку, яку заплановано провести в листопаді. З'ясувавши загальний замисел операції, британський генерал висловив думку, що 2-го батальйону американського 509-го парашутного полку, який мав брати участь у цій кампанії, буде не достатньо для досягнення більшої ефективності. Браунінг стверджував, що під час вторгнення слід використовувати більші сили десантних військ, оскільки великі відстані між об'єктами та порівняно невеликий опір на них, що очікувався, нададуть низку переваг для масштабнішого проведення повітрянодесантних операцій.
Воєнний офіс і Головнокомандувач військами сил оборони метрополії виступили на підтримку цього аргументу і домовились виділити 1-у парашутну бригаду 1-ї повітрянодесантної дивізії та передати її до складу сил вторгнення під командування генерала Дуайта Д. Ейзенхауера. Міністерство авіації не змогло виділити транспортну авіацію та екіпажі для висадки бригади за планом операції, тому керівництво Повітряними силами армії США перейняли на себе цю відповідальність, забезпечивши 60-ю групою 51-го транспортного крила, оснащеного C-47 «Дакота». 9 жовтня було проведено практичне десантування підрозділів бригади, але через неусвідомленість американців з британським повітряним устаткуванням та навпаки британців з американськими літаками призвели до загибелі трьох людей. Це викликало затримку в процесі підготовки, внаслідок чого більшість особового складу бригади здійснювала переліт до Північної Африки, не провівши практичних стрибків з парашутом з «Дакот». Отже, частину особового складу поміняли на підготовленіших десантників з новоствореної 2-ї парашутної бригади та на початку листопада бригада, отримавши достатнє обладнання та майно, вирушила повітрям до Північної Африки.

## Операції

### Боне
На світанку 10 листопада 3-й парашутний батальйон висадився транспортними літаками у Гібралтарі, де його командир, підполковник Джеффрі Пайн Коффін отримав наказ, що наступного дня батальйон повинен десантуватися в тил противника. Командувач 1-ї британської армії лейтенант-генерал Кеннет Андерсон ввів комбата в обстановку і віддав йому бойовий наказ — здійснити зліт з аеродрому Мезоні Бланше і парашутним способом десантуватися поблизу алжирського міста Боне, біля якого захопити важливий аеродром, який перебував на кордоні між Тунісом і з Алжиром. За даними розвідки союзників у Тунісі знаходився батальйон німецьких парашутистів, який найімовірніше отримає аналогічний наказ на захоплення цього аеродрому у Боне. Отже, британський генерал сказав, що місія надзвичайно важлива й потрібно першими захопити цей об'єкт. Британські десантники мали тримати оборону навколо аеродрому до підходу загону британських командос No. 6, котрий висаджувався морем поблизу міста, з метою його опанування та з'єднався з батальйоном Коффіна.
Попри те, що через брак транспортних літаків парашутний батальйон прибув не в повному складі до Гібралтару, за рахунок резервних літаків повітряний десант був підготовлений і о 04:30 ранку 11 листопада злетів з гібралтарського аеродрому та попрямував до Африки. О 09:00 десант приземлився у Мезоні Бланше, вже звідкіля на світанку 12 листопада британські десантники запланували виліт на визначний об'єкт атаки.
О 08:30 наступного дня «Дакоти» з десантом злетіли з аеродрому, хоча два літаки зазнали технічних проблем і впали в океан, спричинивши три жертви. Ведуча «Дакота» пролетіла над аеродромом, і, з'ясувавши, що аеродром був незайнятим німцями, скинув десантників, за якими вирушив інший транспортний літак. Викидання десанту було досить точним, лише кілька контейнерів та десантників було скинуто приблизно в трьох милях від аеродрому. Тринадцять парашутистів дістали поранення під час приземлення, а один загинув, коли він випадково застрелився своїм пістолетом-кулеметом «Стен».
Британці не знали, що за їх висадкою випадково спостерігав німецький транспортний літак Ju 52, який перевозив батальйон німецьких парашутистів; побачивши, що аеродром уже зайнятий, літак повернув назад у напрямку Тунісу. Вже після опанування британським десантом аеродрому, батальйон був атакований пікіруючими бомбардувальниками «Штука», але засобів ППО у підрозділу не було ніяких. Однак, як тільки командос 6-го загону прорвалися до Боне, кілька польових зенітних гармат «Ерлікон» був знято із затонулих у гавані порту суден, і вони, у поєднанні з ескадрильєю «Спітфайрів», що прибули ввечері 11 листопада, були використані для відбиття майбутніх атак. До 15 листопада батальйон у взаємодії з британськими командос No. 6 охороняли аеродром, після чого підрозділ відвели та повернули до Мезоні Бланше до головних сил 1-ї парашутної бригади.

### Сук-ель-Арбаа та Беджа
12 листопада 1942 року головні сили 1-ї парашутної бригади, за винятком 3-го парашутного батальйону, прибули до Алжиру, дещиця з майна прибула трохи пізніше. До вечора 13 листопада підрозділи бригади зосередилися у Мезоне Бланш, Мезоне-Карре та Руїбі. Того ж дня до бригади приєднався 2-й батальйон американського 509-го парашутного полку, який був тимчасово переданий до складу бригади; батальйон прибув до Північної Африки 8 листопада і підтримував наступ 5-ї армії США. Первісно лейтенант-генерал Кеннет Андерсон, командувач британської 1-ї армії, планував висадку повітряного десанту силами всієї бригади (без 3-го батальйону) на порту Тунісу, втім, після надходження даних розвідки, що в туніському порту зосередилося від 7 000 до 10 000 німецьких військових, цей амбітний план було скасовано.
14 листопада командувач армії віддав наказ на десантування одного парашутного батальйону біля Сук-ель-Арбаи та Беджа, який мав зв'язатися з французькими силами в Беджі, щоб з'ясувати, чи залишаться вони нейтральними, або підтримають союзників; надалі забезпечити та охороняти перехресні дороги та аеродром у Сук-ель-Арбаа; і патрулювати на схід, щоб не допустити підходу німецьких сил. Американський 2-й батальйон 509-го полку діяв одночасно з метою захоплення аеродромів у Тебессі та Юкс-ель-Байні.
Для виконання завдання був визначений 1-й парашутний батальйон підполковника Джеймса Хілла. Батальйон був змушений влаштувати доставку свого особового складу, майна та озброєння до аеродрому Мезоне Бланш власними силами, оскільки в Алжирі в них не було водіїв, котрі могли це зробити; коли підрозділ прибув до Мезоне Бланш, він зазнав декілька нальотів Люфтваффе, які атакували аеродром.
Підполковник Хілл зіткнувся з подальшими проблемами. Американські пілоти транспортних літаків «Дакота», які мали десантувати батальйон, були недосвідчені й ніколи раніше не здійснювали висадку повітряного десанту парашутним способом, авжеж часу на якісь тренування чи вправи не було. Щобільше, не було ані плану, ані фотографій аеродрому чи прилеглих територій, а для навігації доступна лише одна невелика масштабна карта. Щоб переконатися, що літак правильно вийшов на зону висадки та точно доставив батальйон, Хілл вирішив, що він буде сидіти в кабіні провідної «Дакоти» і допомагати пілоту. Попри те, що парашути батальйону були доставлені лише о 16:30 14 листопада, і їх було запаковано по дванадцять у контейнер, що означало, що їх потрібно було вивантажити та персонально кожному парашутисту укласти, батальйон був підготовлений до 15 листопада та вилетів о 07:30. «Дакоти» супроводжували чотири американські винищувачі P-38, які відбили спробу атаки двох німецьких винищувачів, але, коли «Дакоти» наближалися до туніського кордону, вони зіткнулися з густими хмарами і були змушені повернути назад, приземлившися в Мезоне Бланш в 11:00. Було вирішено, що батальйон проведе операцію наступного дня, що дозволило десантникам відпочити вночі.
2-й батальйон 509-го парашутного полку здійснив успішне десантування на Тебессі, захопивши визначені об'єкти захоплення та забезпечивши оборону території. Потім його вивели з підпорядкування 1-ї парашутної бригади і деякий час підрозділ залишався в цьому районі.
Вранці 16 листопада 1-й парашутний батальйон вилетів вдруге і в умовах чудової погоди здійснив десантування; транспортні літаки точно скинули британських десантників на визначеному майданчику поблизу аеродрому в Сук-ель-Арбаа. Більшість десантників успішно приземлилися, але один солдат загинув при стрибку, ще один офіцер зламав ногу при посадці, а чотири чоловіки були поранені внаслідок випадкової мимовільної стрільби пістолетів-кулеметів «Стен». Заступник командира батальйону майор Пірсон залишився на аеродромі з невеликою групою яка збирала повітрянодесантну техніку та забезпечила поховання загиблого.
Командир батальйону підполковник Хілл вивів решту батальйону, близько 525 воїнів, вантажівками до міста Беджа, важливого вузла комунікацій, приблизно за 70 км від аеродрому. О 18:00 батальйон прибув на місце, де їх вітав місцевий французький гарнізон силою 3 тис., який британський комбат зумів переконати перейти на бік десантників. Для того, щоб створити гарнізону та будь-яким німецьким спостерігачам враження, що в нього в розпорядженні більша сила, ніж насправді, Хілл організував кілька разів переміщення батальйону містом, кожного разу одягаючи різні головні убори та щоразу тримаючи різну екіпіровку та спорядження. Невдовзі після того, як батальйон увійшов у Беджу, з'явилося кілька німецьких літаків, котрі обстріляли місто, хоча вони завдали невеликої шкоди і не спричинили жодних втрат.
Наступного дня рота «S» із відділенням інженерів висунулася до селища Сіді Н'Сір, приблизно за 35 км від міста, де вони повинні були зв'язатися з місцевими французькими силами, які, як вважалося були про-британські налаштовані та готові протистояти німцям. Загін знайшов село і налагодив контакт з французами, які дозволили їм пройти через місто Матеер; до настання ночі британці не встигли повернутися до міста та розбили на ніч табір у пустелі. На світанку поруч з місцем ночовки загону пройшов німецький конвой бронеавтомобілів, і командир вирішив установити на нього засідку, якщо той повернеться. На маршруті руху були встановлені протитанкові міни, а в засідці розмістилися на прихованих позиціях міномет і кулемети «Брен». О 10:00 передова машина конвою підірвалася на міні, перекривши дорогу, а інші транспортні засоби були обстріляні мінометним вогнем, закидані гранатами та іншими засобами. Внаслідок бою декілька німців були вбиті, а решта взята в полон, двоє десантників були легко поранені. Загін повернувся до Беджі з полоненими та кількома легко пошкодженими бронеавтомобілями. Після успіху в засідці Хілл відправив другий патруль, щоб переслідувати інші німецькі сили, але його було відкликано після того, як він зіткнувся з більшою німецькою силою, яка спричинила кілька втрат серед британських вояків; Беджа також була атакована бомбардувальниками «Штука», завдавши жертв серед цивільного населення та знищивши ряд будинків.
19 листопада Хілл відвідав командира французьких військ, що охороняли життєво важливий міст у Меджаз-ель-Баб, і попередив його, що батальйон буде протидіяти будь-якій спробі німецьких сил перейти міст. Хілл посилив французькі війська ротою «R», щоб гарантувати, що міст не був захоплений противником. Незабаром до мосту підійшли німецькі війська, чий офіцер вимагав, щоб вони дозволили взяти під контроль міст і подолати його для подальшого нападу на британські позиції. Французи відхилили німецькі вимоги, а спільно з ротою «R» відбили наступні німецькі атаки, що тривали кілька годин. Під час бойових дій батальйон посилили американським 175-м дивізіоном польової артилерії та підрозділами піхотного полку Дербіширських йоменів, але, попри запеклий спротив, німецькі сили прорвали британсько-французьку оборону та до 04:30 20 листопада союзницькі сили відступили від мосту та прилеглій території.
Через два дні Хілл отримав інформацію про те, що потужний італійський підрозділ, посилений танками, буде висуватися до висоти Гуе. Наступної ночі незначні сили батальйону, що лишалися у Беджа, здійснили перехід до Сіді Н'Сір, де з'єдналися з формуванням французької сенегальської піхоти, і підготувалися до нападу на оборонні позиції на горі та замінували підступи до пагорба.
Вночі батальйон прибув на підніжжя гори без інцидентів і почав готуватися до атаки, але через неправильне поводження з протитанковими гарматами підірвалося декілька британських бійців, що призвело до втрати ефекту несподіваності для противника. Хілл негайно наказав двом ротам розпочати наступ на гору. В ході стрімкої атаки британські солдати вступили в бій з німецькими та італійськими військами, примусили здатися два з трьох італійських легких танків, але при нападі на третій підполковник Хілл був тричі поранений у груди, його ад'ютант поранений, а екіпаж танку чинив запеклий опір зі стрілецької зброї. Хілл вижив через оперативне медичне лікування, і його замінили на посаді командира батальйону майором Пірсоном, який керував підрозділом. Через два дні батальйон перемістився з Беджі до району на південь від Матеера, де він з'єднався із наземними військами союзників і перейшов під командування бронетанкової полкової групи, відомої як «Блейд форс»; батальйон залишився в регіоні до відведення 11 грудня 1942 року.

### Аеродроми Депієнн та Оудна
18 листопада командир 1-ї бригади отримав від командувача армією наказ підготувати 2-й парашутний батальйон під командуванням підполковника Джона Фроста для десантування біля прибережного міста Сусс, щоб заблокувати сусідній порт і аеродром та не допустити війська Осі до них. За планом операції перші дві роти вилітали з Мейсон-Бланш о 11:00 19 листопада, а решта батальйону наступного дня; тривалість операції оцінювалася в десять днів. Однак операцію затримали на двадцять чотири години, а потім ще на декілька днів. Нарешті, 27 листопада бригаді було наказано підготувати 2-й парашутний батальйон для падіння парашута поблизу міста Понт-дю-Фас, щоб не допустити німецько-італійські війська; надалі батальйон мав здійснити рейд на аеродроми в Депієнні та Оудні, щоб знищити усю ворожу авіацію на них. Потім батальйон Джона Фроста мав прорватися на з'єднання із сухопутними військами британської 1-ї армії, яка наступала в напрямку зони десантування 2-го батальйону.
Тільки вранці 29 листопада батальйон, чисельністю 530 парашутистів, здійснив посадку на 44 транспортні літаки та вилетів, прямуючи до Оудні. Підполковник Фрост був змушений вибрати зону посадки для батальйону безпосередньо з повітря, посадивши десант на відкритий простір біля аеродрому, який німці покинули. Висадка десанту пройшла безопірно, при стрибку загинув один десантник. Аеродром був взятий під охорону одною ротою, решта батальйону вирушила в бік Оудни. До 11:00 30 листопада батальйон дійшов до позиції, яка дозволила йому оглянути аеродром Оудни, а о 14:30 захопив летовище, яке також було покинуто противником. Незабаром на батальйон було проведено атаку кількох німецьких танків, яких підтримували з повітря винищувачі та штурмовики. Напад німців відбили, але в сутінках Фрост змушений був відступити на вигідніші позиції, сподіваючись утримати на них оборону до прибуття наступаючих частин британської 1-ї армії. Однак піхотні формування не прибули; з радіоповідомлення, отриманого на світанку 1 грудня, підполковник Фрост з'ясував, що рух союзників у напрямку Тунісу відкладено.
Незабаром німецька мотопіхота наблизилася до Оудни і батальйону британських десантників довелося вступити в бій. Під час сутички в полон потрапило декілька британців. Німецький командир надіслав одного із захоплених десантників із вимогою до Фроста капітулювати, але той відмовився. Натомість він наказав знищити радіо та міномети і дав команду батальйону прориватися на захід до позицій союзних військ, приблизно в 70-80 км. Батальйону вдалося відступити на панівну висоту, де солдати вели важкий бій. Батальйон зазнав чимало жертв, але був врятований несподіваною атакою німецької авіації; сприйнявши свої війська за ворожих десантників, вони завдали повітряного удару внаслідок чого було знищено кілька німецьких танків, піхота зазнала важких жертв.
На цей момент батальйон зазнав втрату приблизно 150 людей, і Фрост ухвалив рішення — батальйону відступити на захід, а поранених залишили під охороною незначного підрозділу. У ніч з 31 листопада на 1 грудня підрозділ розпочав свій відступ, рухаючись якомога швидше, проте низка десантників дезорієнтувалася і була захоплена німецькими солдатами, що переслідували батальйон. До 2 грудня штаб батальйону з Фростом, рота вогневої підтримки та додані сапери, дісталися арабської ферми, де вони з'єдналися з ротою «А» і створили групу близько 200 осіб; проте велика кількість десантників все ще була відсутня. Німецькі війська незабаром підійшли, оточили 2-й батальйон, після чого почалася жорстка битва. Через обмаль боєприпасів, комбат розумів, що довго вони не протримаються, тому вночі британські десантники прорвалися через найслабшу ділянку в німецьких позиціях і продовжили пробиватися до зайнятого союзниками міста Меджаз-ель-Баб. 3 грудня вцілілі підрозділи британців нарешті вийшли до позицій американської армії. Протягом наступних кількох днів поодинокі солдати та невеликі групи десантників продовжували виходити до своїх. За цей бій батальйон втратив загиблими, пораненими та полоненими 16 офіцерів та 250 солдатів і сержантів.